# Wikipedia in catalano
La Wikipedia in catalano (Viquipèdia en català), spesso abbreviata in ca.wikipedia o ca.wiki, è l'edizione in lingua catalana dell'enciclopedia online Wikipedia. Questa edizione ebbe inizio ufficialmente il 16 marzo 2001.

## Statistiche
La Wikipedia in catalano ha 770 745 voci, 1 931 497 pagine, 509 089 utenti registrati di cui 1 206 attivi, 26 amministratori e una "profondità" (depth) di 41 (al 21 marzo 2025).
È la 20ª Wikipedia per numero di voci ma, come "profondità", è la 37ª fra quelle con più di 100.000 voci (al 14 ottobre 2024).

## Cronistoria
- 16 novembre 2004 — supera le 10.000 voci
- 4 gennaio 2007 — supera le 50.000 voci
- 18 gennaio 2008 — supera le 100.000 voci ed è la 17ª Wikipedia per numero di voci
- 28 dicembre 2008 — supera le 150.000 voci ed è la 15ª Wikipedia per numero di voci
- 21 settembre 2009 — supera le 200.000 voci ed è la 15ª Wikipedia per numero di voci
- 21 dicembre 2010 — supera le 300.000 voci ed è la 13ª Wikipedia per numero di voci
- 12 aprile 2012 — supera le 400.000 voci ed è la 15ª Wikipedia per numero di voci
- 11 marzo 2016 — supera le 500.000 voci ed è la 17ª Wikipedia per numero di voci
- 8 gennaio 2019 — supera le 600.000 voci ed è la 20ª Wikipedia per numero di voci
- 23 aprile 2022 — supera le 700.000 voci ed è la 20ª Wikipedia per numero di voci